# 徐旭齡
徐旭齡（？—1687年），字元文，号敬庵，浙江錢塘人，清朝政治人物。

## 生平
順治十二年進士，歷任刑部主事、禮部郎中、雲南道御史、太常寺少卿等職務。康熙二十二年，授山東巡撫。二十三年，遷工部侍郎。康熙二十三年十二月接替被罷官的邵甘為漕運總督，疏請釐三害，籌三便，革隨漕增、裁運耗二項，及民間幫貼盤費腳價，各省給軍款項，改由州縣迳發運丁，行月糧改入現運項下撥給，並合併漕船幫次，對清初經濟發展改善有顯著的貢獻。二十六年，卒，諡清獻。